# هاينز ليمان
هاينز ليمان (بالفرنسية: Heinz Lehmann)‏ (و. 1911 – 1999 م) هو طبيب نفسي، وأستاذ جامعي كندي، ولد في برلين، توفي في مونتريال، عن عمر يناهز 88 عاماً.

## جوائز
حصل على جوائز منها:
- قاعة مشاهير الطب الكنديين (1998)[5]
- جائزة لاسكر-دبغي للأبحاث الطبية السريرية (1957)
- ضابط وسام كندا
- زمالة الجمعية الملكية الكندية.